# Сircinaria ucrainica
Сircinaria ucrainica – gatunek grzybów należący do rodziny Megasporaceae. Ze względu na współżycie z glonami zaliczany jest do porostów. Występuje na Stepie Pontyjskim

## Budowa
Porost skorupiasty o stosunkowo dużych, poduszkowatych plechach osiągających 2–10 cm średnicy i 20–50 mm wysokości. 
Areole tworzące plechę są luźne, rzadko na siebie zachodzące, połączone licznymi ryzomorfami. Płaskie, wypukłe lub prawie walcowate o wymiarach 0,1–0,2 × 0,5–1,0 mm i grubości 150–200 μm (czasem nieco cieńsze lub grubsze). Zielone lub szarozielone, czasem brązowiejące od góry i bielejące od dołu. Z brzegu ich przedplesza wyrasta po (2–)3–5(–7) kolczastych wypustek. Mogą być one skierowane pionowo lub poziomo. Mają wachlarzowaty kształt, czasem widlaście rozgałęziony. Zwykle mają długość 1–2,5 mm i 50–150 μm średnicy. Są ciemnoszare do brązowych, na szczycie niebieskawe.
Ryzomorfy szkliste (hialinowe), o średnicy 100–150 μm i długości do 10 mm. Rozgałęziając się, tworzą luźną sieć. 
Brak jest kory dolnej. Zewnętrzne części kory górnej szkliste. Najbardziej zewnętrzna (epicortex) ma grubość (5–)7–9(–12) μm i zbudowana jest z martwych komórek. Kolejna może być szklista lub brązowawa. Ma (20–)30–50(–65) μm grubości. Zbudowana jest z zaokrąglonych komórek zwykle o średnicy 5–8 μm, tworzących paraplektenchymę całkowicie pokrytą cylindrycznymi areolami. 
Warstwa glonowa zawiera fotobionty w typie Trebouxia o średnicy (8–)9,5–13,5(–20) μm rozmieszczone równomiernie lub skupiskowo w warstwie plektenchymy o grubości 30–50 μm. Przechodzi w miąższ porostu, który tworzy białą, luźną prozoplektenchymatyczną warstwę o grubości 80–120 μm.
W momencie odkrycia gatunku nie stwierdzono występowania apotecjów, pyknidiów, pseudocyfeli ani rozmnóżek.
Najbardziej podobnymi gatunkami są Circinaria reptans (Aspicilia reptans), która ma grubsze ryzomorfy, lepiej rozwinięte areole i brak kolczastych wyrostków, oraz Aspicilia spicata, która lepiej wykształcone areole i grubszy epicortex, jak również inne gatunki z tych dwóch rodzajów.

## Ekologia
Psammofit. Zasiedla glebę inicjalną zawierającą 99% piasku, w tym ok. 12% węglanu wapnia. Współtworzy mszysto-porostową skorupę w napiaskowych murawach na śródlądowych wydmach doliny dolnego Dniepru zdominowanych przez pędzliczka piaskowego. Zbiorowisko roślinne, w którym występuje to Syntrichietum ruraliformis z klasy Ceratodonto purpurei-Polytrichetea piliferi. Biorąc pod uwagę syntaksonomię roślin naczyniowych, jest to murawa najbliższa zespołowi Centaureo brevicipiti-Festucetum beckeri należącemu do klasy Koelerio-Corynephoretea canescentis lub Festucetea vaginatae. W niektórych obszarach jego udział może dochodzić do 20%. W momencie opisania był uznany za endemit tego regionu. 
Wytwarza makrolid aspicylinę.

## Systematyka
Gatunek odkryty podczas warsztatów terenowych Eurazjatyckiej Grupy Badaczy Suchych Traworośli (Eurasian Dry Grassland Group) w regionie Piasków Oleszkowskich wiosną 2021 roku, choć opisany formalnie trzy lata później. Miejscem typowym jest rezerwat przyrody „Sahy” w obwodzie chersońskim. Holotypem jest okaz zdeponowany w zielniku Chersońskiego Uniwersytetu Państwowego (KHER 15091), izotypami zaś inne zdeponowane w tym zielniku oraz w zielniku Instytutu Botaniki PAN. Gatunkiem siostrzanym pod względem genetycznym jest Circinaria reptans (Looman) Khodos. & Darmostuk. Nazwa gatunkowa ucrainica nawiązuje do Ukrainy, czyli kraju odkrycia.